# Parathyma karwara
Parathyma karwara är en fjärilsart som beskrevs av Hans Fruhstorfer 1906. Parathyma karwara ingår i släktet Parathyma och familjen praktfjärilar. Inga underarter finns listade i Catalogue of Life.